# Kriegsführung auf Binnengewässern

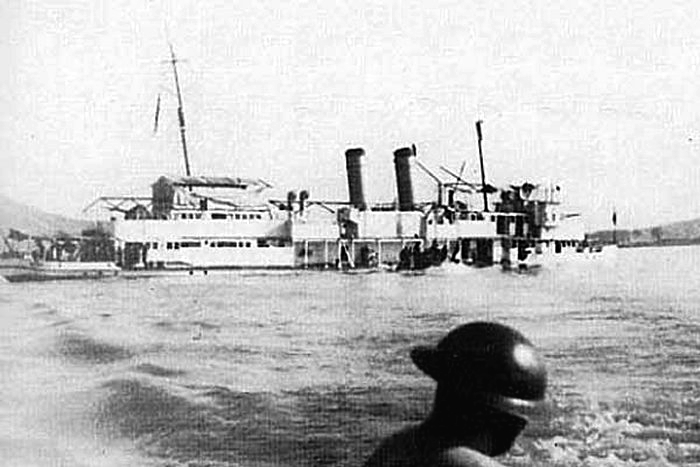
Die Versenkung der neutralen USS Panay auf dem Jangtse 1937 durch die Japaner markierte den Beginn der Eskalation zwischen Japan und USA, die letztlich zum Pazifikkrieg führte.

Die für Kriegsführung auf Binnengewässern  aufgestellten nautischen Streitkräfte bezeichnet man als Binnenmarine. Deren Hauptaufgabe ist meist die Überwachung von Grenzgewässern oder die Sicherung von als Nachschublinien wichtigen Flüssen. Begrenzt durch den möglichen Tiefgang kommen meist nur dafür entworfene kleinere Einheiten wie Patrouillenboote oder Minenabwehrfahrzeug zum Einsatz, während auf größeren Binnenseen oder auch Flüssen auch schwerere Schiffe verwendet werden können. Es wurden daher von Hochseemarinen auch kleinere seetaugliche Schiffstypen in mit dem Meer verbundenen Binnengewässern eingesetzt. Während in einigen Binnenstaaten die Marine eine eigenständige Teilstreitkraft bildet, sind andernorts schwimmende Verbände dem jeweiligen Heer unterstellt. Auch verschiedene Küstenstaaten mit Binnengewässern besitzen entsprechende Kräfte.

## Aufgaben und Abgrenzung
Bei der Kriegsführung auf Binnengewässern (im Englischen oft als Riverine Operations bezeichnet, obwohl größere derartige Aktionen gerade auch auf Seen stattfanden)  sind diese an sich keine taktischen Hindernisse, sondern eigentlich oft breite und hindernisfreie Verkehrswege für die sie kontrollierende Konfliktpartei. Eine völlige Beherrschung durch Feuer von Land aus war vor Aufkommen weitreichender  Artillerie, Radar, Kampfflugzeugen  und Seezielflugkörpern nur auf kleineren Gewässern erreichbar und ist auch heute noch bei größeren Seen wie den Großen Seen Nordamerikas, dem Kaspischen Meer oder dem Viktoriasee noch nicht möglich. Zudem wird der Feind dadurch zwar allenfalls am Befahren gehindert, eine Ausübung der Kontrolle zum eigenen Vorteil erforderte jedoch stets den Einsatz eigener Schiffe.
Obwohl es im englischen Sprachraum mit „blue water navy“ (Hochseemarine), „green water navy“ (Marine für Küstengewässer) und „brown water navy“ (Binnenmarine) griffige und anschauliche Termini zur Darstellung  der unterschiedlichen Einsatzspektren gibt, sind auch dort die Übergänge fließend und hängen nicht zuletzt von topographischen und budgetmäßigen Gegebenheiten ab.

## Geschichte

### Antike

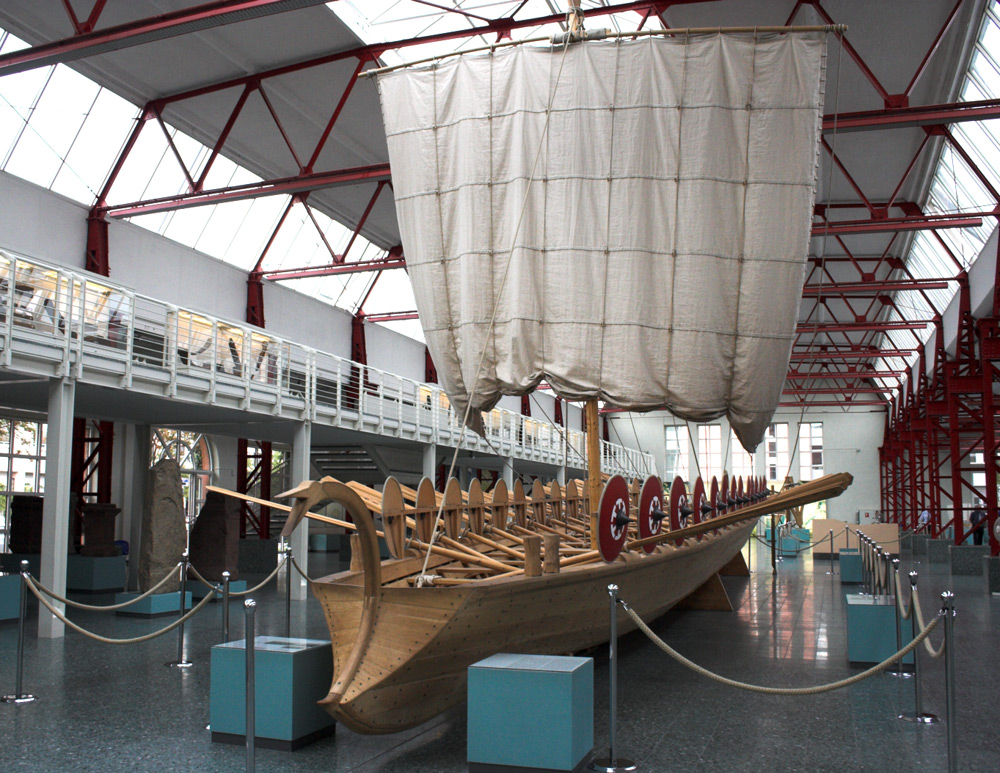
Rekonstruktion einer Navis lusoria im Museum für Antike Schifffahrt, Mainz

Bereits die Römische Marine nutzte Wasserstraßen für Truppentransporte, Belagerungen und Landungsoperationen. Sie unterhielt dazu eigene Flottenverbände wie die  Classis Pannonica an der oberen Donau oder die Classis Germanica auf dem Rhein. In der Seeschlacht auf dem Bodensee erzwang Tiberius im Jahr 15 v. Chr.  mit einer dafür erbauten Flotte das Übersetzen seines Heeres gegen die Vindeliker. Neben den auch auf See verwendeten Kampfschifftypen Bireme oder liburna kamen auch Transportschiffe wie das Navis actuaria zum Einsatz. Das spätantike leichte Navis lusoria ermöglichte auch Operationen auf seichteren Gewässern.

### Mittelalter

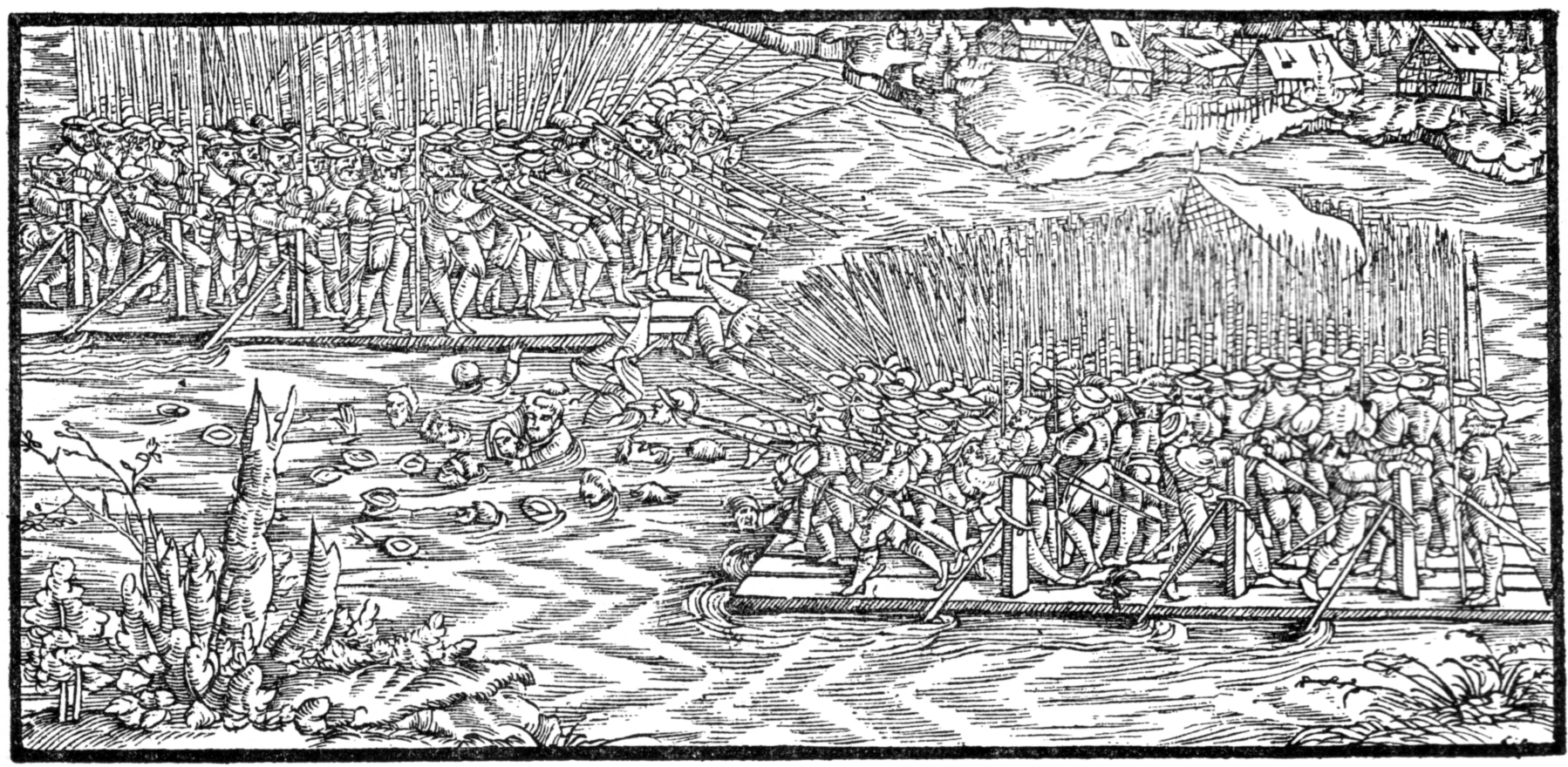
Seeschlacht bei Männedorf (1445)

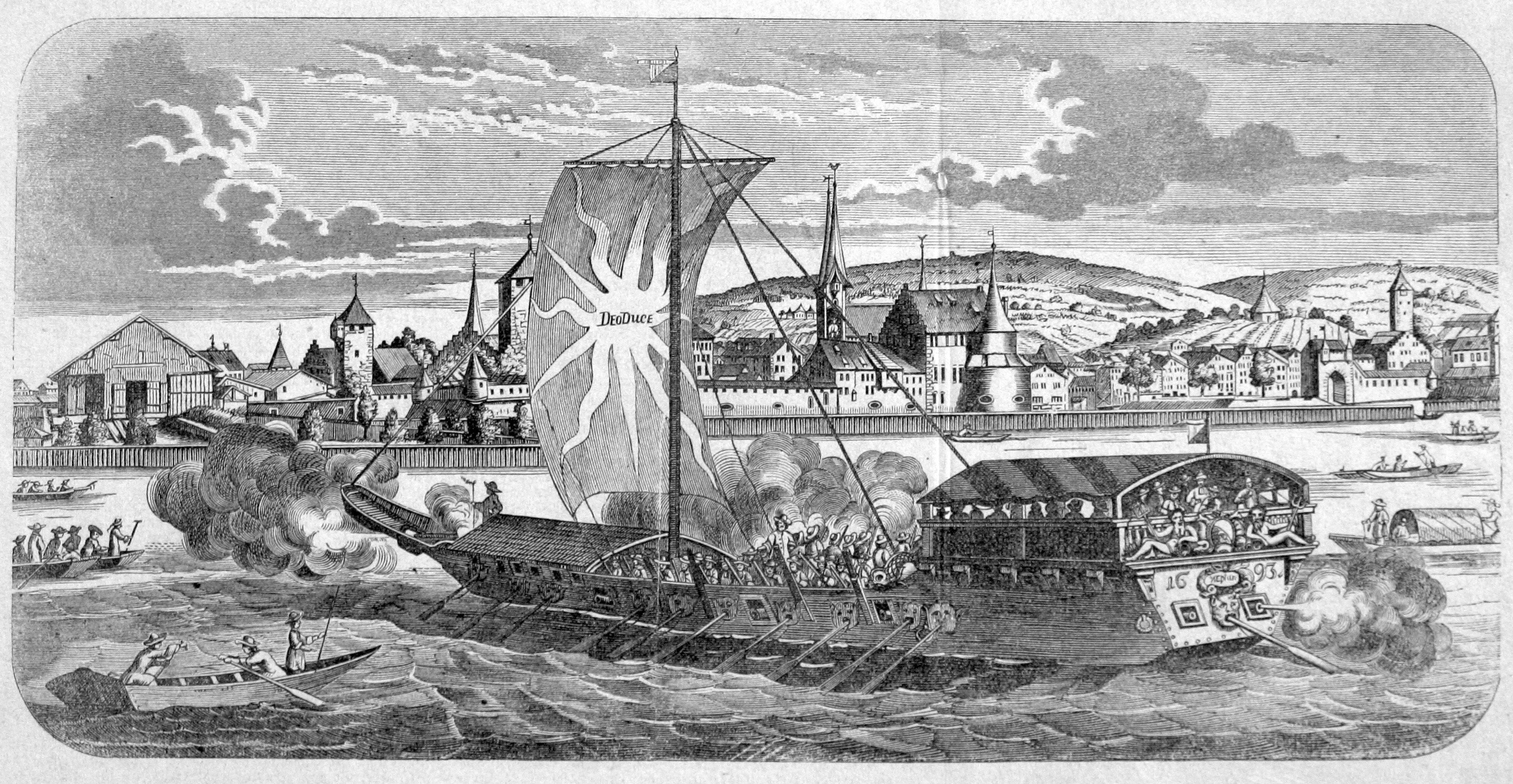
Die 1693 gebaute Neptun auf dem Zürichsee

Wikinger drangen bei ihren frühmittelalterlichen Raubzügen dank ihrer Schiffe mit wenig Tiefgang über Flüsse tief in feindliches Gebiet ein, was in den Jahren 885/886 zur Belagerung von Paris führte. Der Kampf um die Hoheit des Luganer- und Comer Sees wurde im 10. und 11. Jahrhundert auf dem Wasser ausgetragen. Im Alten Zürichkrieg lieferten sich Schwyzer und Zürcher unter anderem die Seeschlacht bei Männedorf von 1445 um die Herrschaft über den Zürichsee.
Auch in den Müsserkriegen (1525–1532) wurde auf dem Comersee zu Wasser gekämpft.

### Frühe Neuzeit
Den Konflikt zwischen der Republik Venedig und dem Herzogtum Mailand um die Vorherrschaft auf dem Gardasee versuchte Venedig 1439 zunächst durch eine auf dem Landweg zum See verbrachte kleine Flotte für sich zu entscheiden. Diese wurde von den Mailändern in der Schlacht vor Maderno weitgehend zerstört. Die Venezianer erbauten dann vor Ort eine neue Flotte, mit der sie 1440 Mailand vor Riva del Garda vernichtend schlugen und damit den See unter ihre Kontrolle brachten. Im Dreißigjährigen Krieg kämpften schwedische und französische Schiffe gegen kaiserliche beim Seekrieg auf dem Bodensee 1632–1648. Bern unterhielt von 1536 bis 1793 auf dem Genfer See eine Kanonenbootflotte. Zürich unterhielt von 1690 bis etwa 1810 eine Flotte von Kriegsschiffen, zu der die Neptun zählte. Im Großen Türkenkrieg stießen 1691 in der Schlacht bei Slankamen die osmanische Flotte und die kaiserliche Donauflottille aufeinander. Die zahlenmäßig unterlegen kaiserlichen Schiffe wurden zwar geschlagen, was aber nichts an der Niederlage der Türken änderte.
Im Krieg von 1812 konnten die Briten durch ihre Überlegenheit auf den als Transport- und Nachschubweg wichtigen Großen Seen lange Zeit erfolgreich gegen die zahlenmäßig stärkere US Army operieren, bis die US Navy in der Schlacht auf dem Eriesee einen entscheidenden Sieg über die Royal Navy errang und so die vorübergehende Invasion Kanadas durch amerikanische Truppen ermöglichte. Die Streitkräfte Österreich-Ungarns verfügten mit dem den technischen Truppen zugerechneten Tschaikisten-Bataillon auf der Donau über eine kleine Fluss-Marine, deren Tradition sich auch in den Nachfolgestaaten der Habsburger-Monarchie fortsetzte.

### Von den Dampfschiffen zum Zweiten Weltkrieg

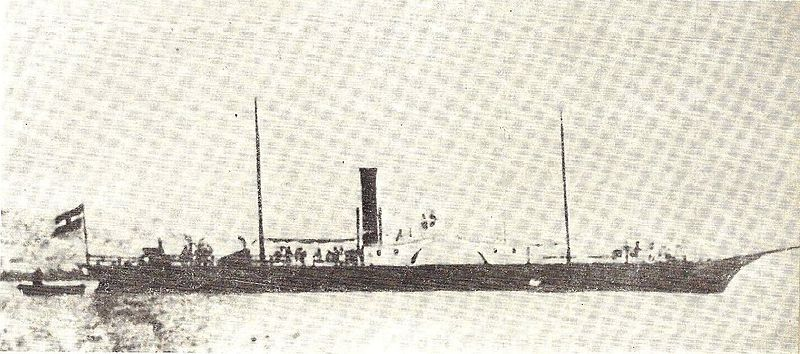
Raddampfer Franz Joseph der Gardaseeflottille

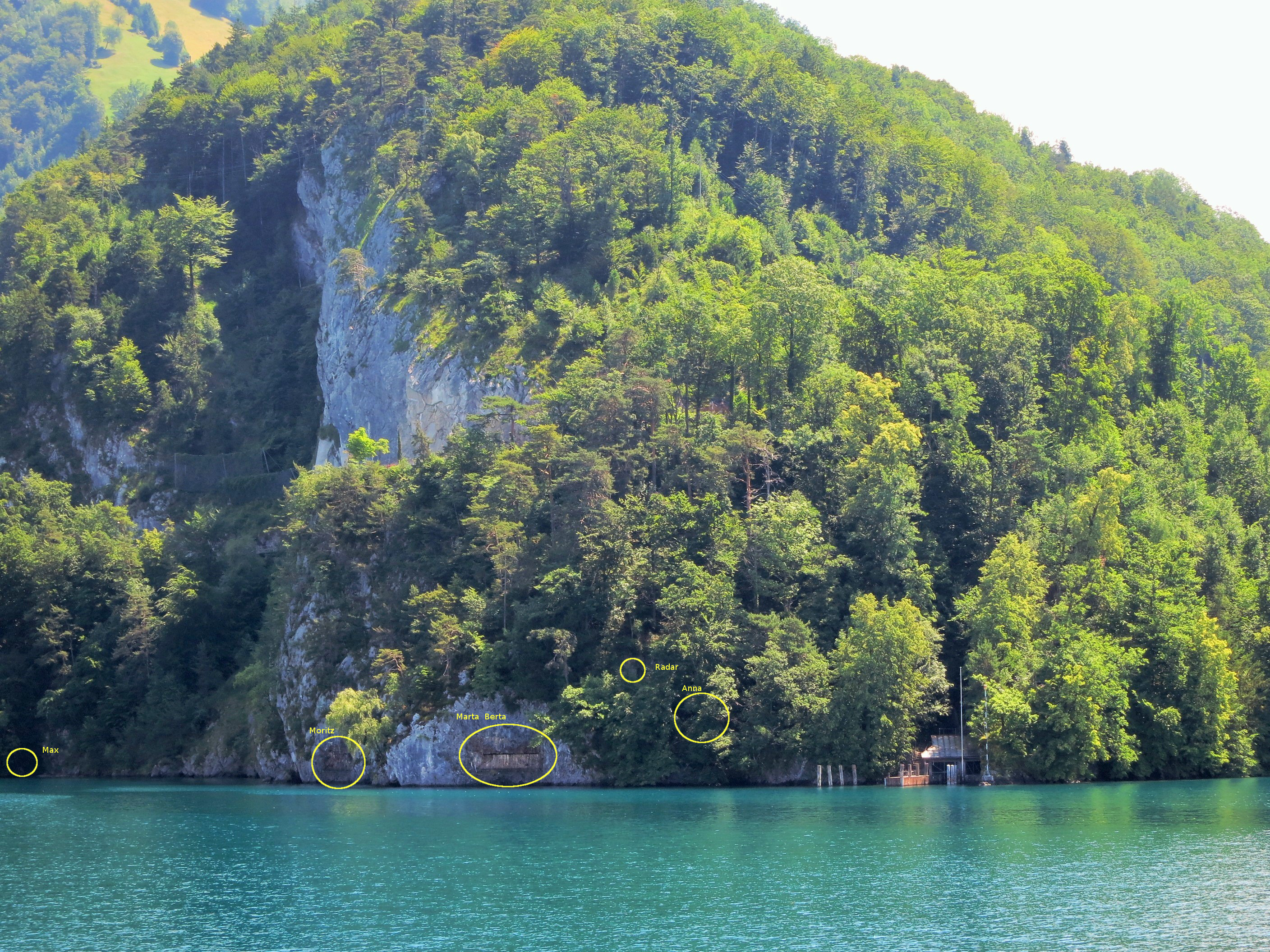
Küstenbatterie als Teil der Seesperre Nas am Vierwaldstättersee

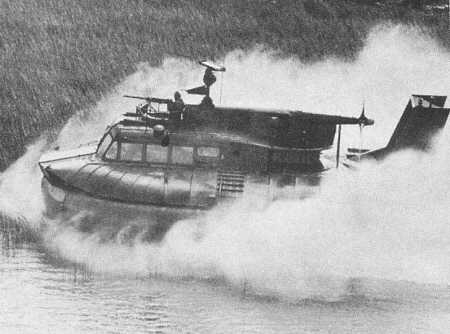
US-Luftkissenboot im Vietnamkrieg

Im Zweiten Italienischen Unabhängigkeitskrieg von 1859 operierten auf dem Gardasee eine kleine österreichische Flottille, bestehend aus den bewaffneten Raddampfern Franz Joseph, Benaco und Hess und einigen Kanonenbooten gegen piemontesisch-französische Landkräfte. Dabei ging die Benaco verloren und wurde anschließend vom Feind gehoben und instand gesetzt. 1860 wurde die Flottille in die k. k. Kriegsmarine übernommen. Im Dritten Italienischen Unabhängigkeitskrieg besiegten  die verbliebenen Raddampfer zusammen mit sechs Kanonenboote eine italienische Flottille und eroberten dabei die Benaco zurück. Durch den Erfolg wurde insbesondere ein Vordringen der Italiener nach Tirol unterbunden. Obwohl der Gardasee bis zum Ende der Donaumonarchie teilweise österreichisch blieb, wurde die Gardaseeflottille aufgelöst und ihre Schiffe noch 1866 an Italien verkauft. Im Amerikanischen Bürgerkrieg wurden Monitore als erste gepanzerte Flusskampfschiffe eingesetzt. Deutschland stellte 1874 die Rhein-Klasse für die Sicherung von Rhein und Mosel in Dienst, trennte sich aber bereits 1882 wieder von den beiden Monitoren. In der dem Ersten Opiumkrieg folgenden Politik der offenen Tür überwachten USA, Japan und europäische Mächte die Durchsetzung der mit China geschlossenen Ungleichen Verträge insbesondere durch zahlreiche Flusskanonenboote auf dem Jangtsekiang und anderen chinesischen Flüssen. Bei der sowjetischen Dnjepr-Flottille kamen gepanzerte Kanonenboote im Russischen Bürgerkrieg und  im Zweiten Weltkrieg zum Einsatz. Der Panay-Vorfall, bei dem während des Zweiten Japanisch-Chinesischen Krieges das neutrale US-Kanonenboot Panay  von japanischen Flugzeugen versenkt wurde, markierte den Beginn der Eskalation zwischen Japan und USA, die letztlich zum Pazifikkrieg führte. In diesem wurden von den USA in Fluss- und Sumpfgebieten oft PT-Schnellboote eingesetzt.

### Kalter Krieg und Gegenwart
Während des Indochinakrieges bildete die französische Marine primär aus Landungsbooten zehn als divisions navales d’assaut (kurz Dinassauts) bezeichnete Einheiten, mit denen im Delta des Roten Flusses  und im Mekongdelta Patrouillen, Konvois, Truppenverlegungen und Feuerunterstützung durchgeführt wurden. Das französische Konzept wurde im Vietnamkrieg von  den US-Streitkräften unter dem Namen Mobile Riverine Forces weiterentwickelt. Für den Einsatzraum im Mekongdelta wurden dabei eigene Bootstypen gebaut. Neben Patrouillenbooten gegen den Waffenschmuggel des Vietcongs und für den Transport von Kommandoeinheiten (Z.B. Fast Patrol Craft oder Patrol Boat River) kamen gepanzerte und stark bewaffnete Transportschiffe für Landungsoperationen und deren Feuerunterstützung zum Einsatz. Ferner wurden bewaffnete Luftkissenboote (Patrol Air Cushion Vehicle) eingesetzt, und auch das Konzept gepanzerter Monitore wurde mit dem  LCM(6) Monitor wiederaufgenommen. Schwimmplattformen wurden als Hubschrauberlandeplatz, Artilleriestellung, Nachschub- und Instandsetzungsbasen genutzt. Während erstaunlicherweise das für amphibische Kriegsführung eigentlich prädestinierte United States Marine Corps in dem Konzept keine Rolle spielte, waren Fast Patrol Crafts der United States Coast Guard daran beteiligt. Obwohl sich die Maßnahmen bewährten, wurden infolge der Nixon-Doktrin zur Vietnamisierung des Krieges die entsprechenden Strukturen der US-Streitkräfte aufgelöst und das Material überwiegend an Südvietnam übergeben.
Seither bestehen in westlichen Streitkräften für den Einsatz auf Binnengewässern  ausgerichtete Truppenteile nur mehr in geringem Umfang und wurden infolge des weltweiten Truppenabbaus nach Ende des Kalten Krieges noch weiter reduziert oder sogar aufgelöst. Eine Ausnahme bildet Bolivien, das im Salpeterkrieg 1884 den Zugang zum Meer verlor, aber durch Vorhalten einer 5.000 Mann starken Marine (bei einer Gesamtstärke der Streitkräfte von knapp 40.000 Mann) seine Rückgabeansprüche untermauern möchte.

## Binnenmarinen einzelner Staaten

### Marinen von Küstenstaaten im Einsatz auf Binnengewässern

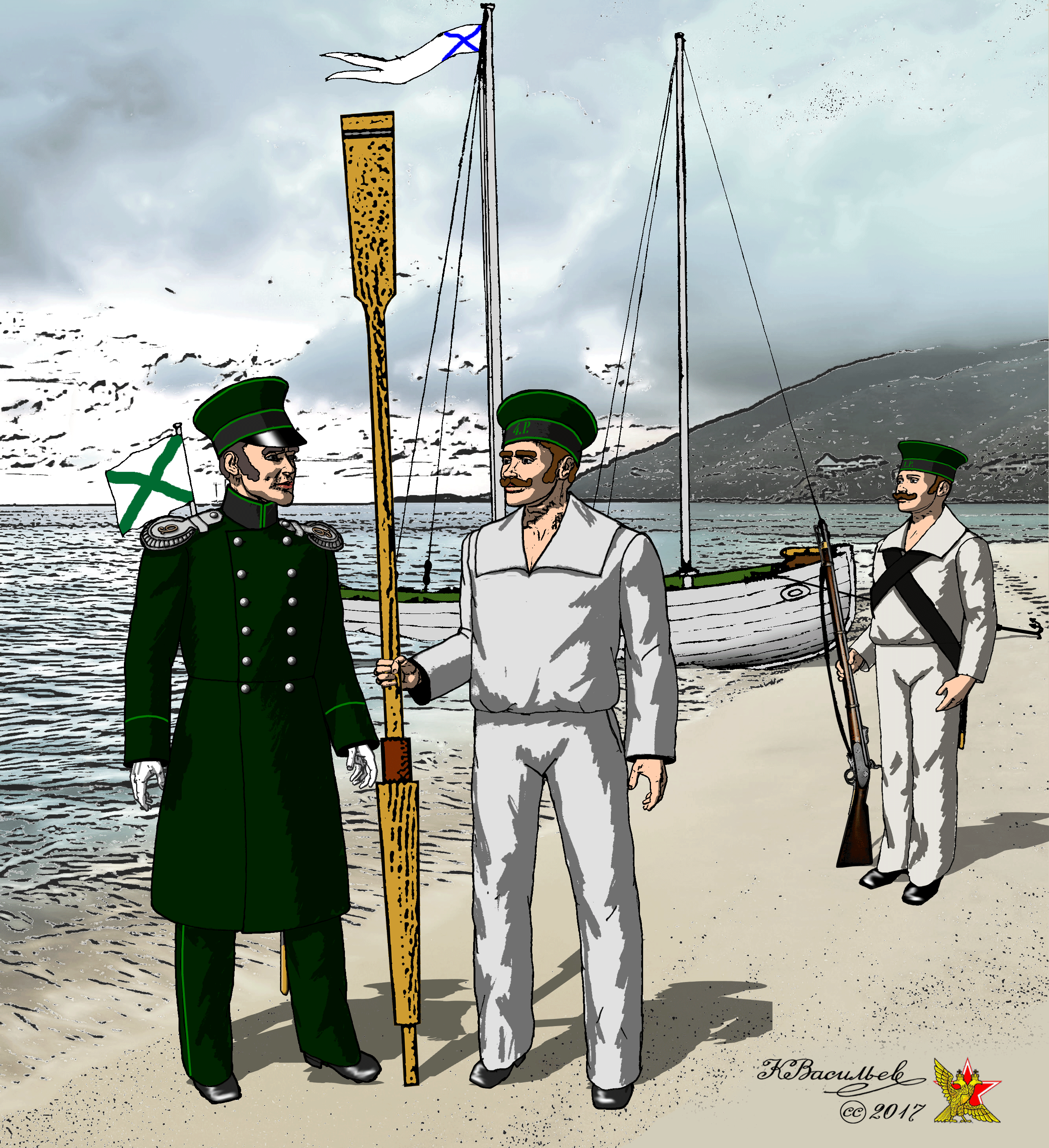
Offizier und Mannschaften einer Gardkote-Besatzung (Russland, 1. Hälfte des 19. Jahrhunderts)

- Deutschland: Während die ersten Flussmonitore Rhein und Mosel noch der Kaiserlichen Marine unterstanden und auch die beim Anschluss Österreichs vom Bundesheer übernommene Donauflottille der Kriegsmarine unterstellt wurde, wurden Flusssicherungsboote und Fähren der Bundeswehr den Flusspionieren des Heeres zugeordnet und 1989 aufgelöst.
- Frankreich: Die 1870 aufgestellten Forces maritimes du Rhin wurden 1966 aufgelöst.[1]
- Iran: Sowohl die regulären Streitkräfte als auch die Revolutionsgarden haben an der Kaspischen See Kräfte stationiert.
- Kanada: Die Royal Canadian Navy ging aus der milizartig organisierten Provincial Marine hervor, die auf den Großen Seen und dem Sankt-Lorenz-Strom operierte, und ist auch heute noch dort präsent.
- Rumänien: In der Rumänischen Marine besteht das „Flussflottillenkommando Mihail Kogălniceanu“.
- Russland bzw. Sowjetunion: 1722 wurde die Kaspische Flottille aufgestellt, die ab 1797 mit Gardkote-Booten ihr Operationsgebiet auch auf die Wolga erweiterte. Später kamen die  Dnepr- und Amur-Flottille hinzu, im Zweiten Weltkrieg auch eine Flottille der Roten Flotte auf der Donau. Die Sowjetmarine testete bzw. verwendete bei der Kaspischen Flottille auch die Bodeneffektfahrzeuge KM (Ekranoplan) und A-90 Orljonok. 2015 wurden von Schiffen der Kaspischen Flottille  im Rahmen der russischen Intervention im syrischen Bürgerkrieg mehrere Marschflugkörper abgefeuert.[2]
- Vereinigte Staaten: Die United States Navy war seit ihrer Gründung auf den Großen Seen präsent. In der frühen Nachkriegszeit unterhielt sie in Deutschland die Rhine River Patrol. Insbesondere im Vietnamkrieg war sie zusammen mit der US-Küstenwache auch auf ausländischen Binnengewässern im Einsatz, unterhält dafür inzwischen aber keine besonders ausgelegten Schiffe.

### Marinen von Binnenstaaten als eigene Teilstreitkräfte

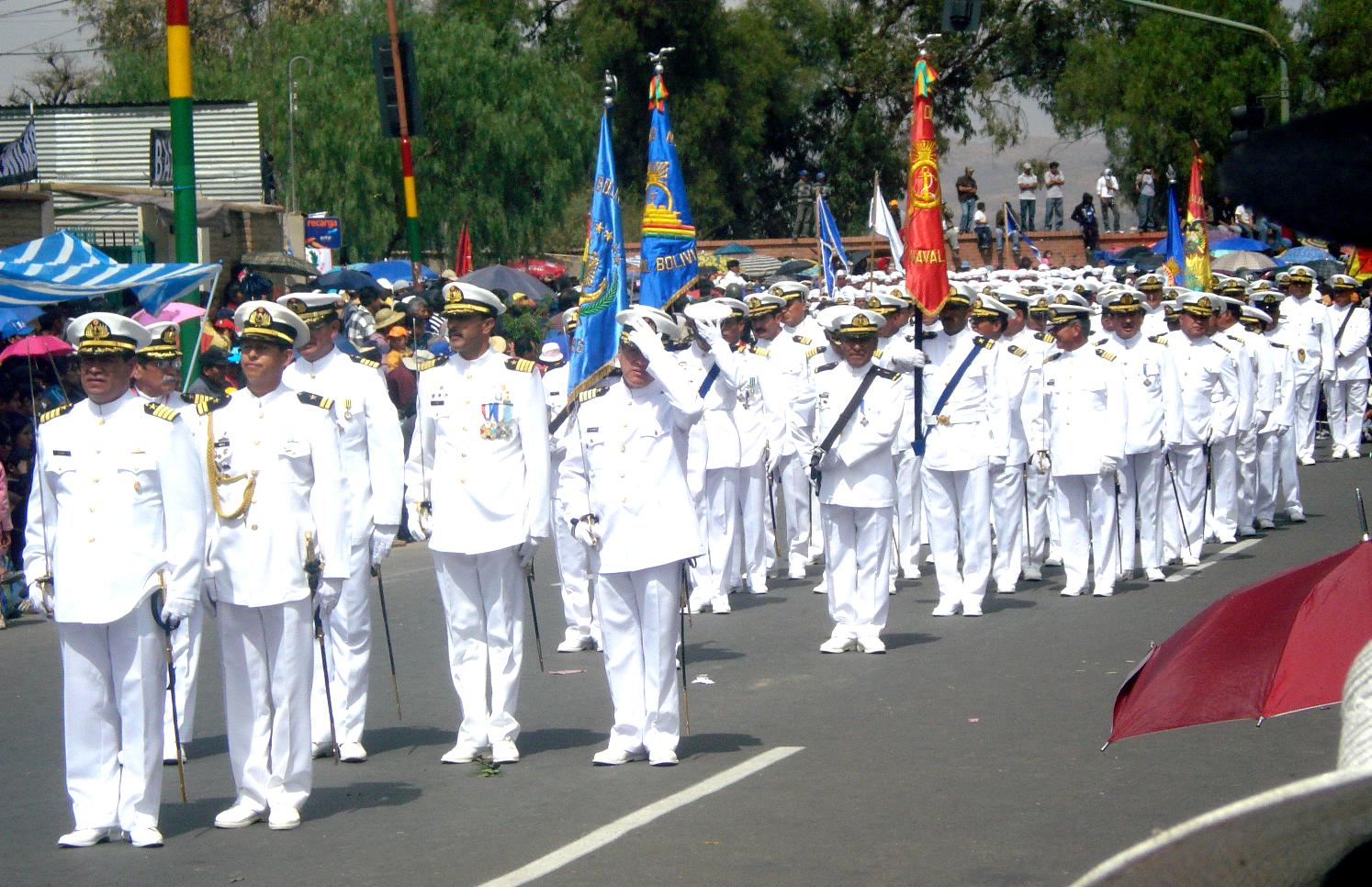
Bolivianische Marineoffiziere bei einer Parade

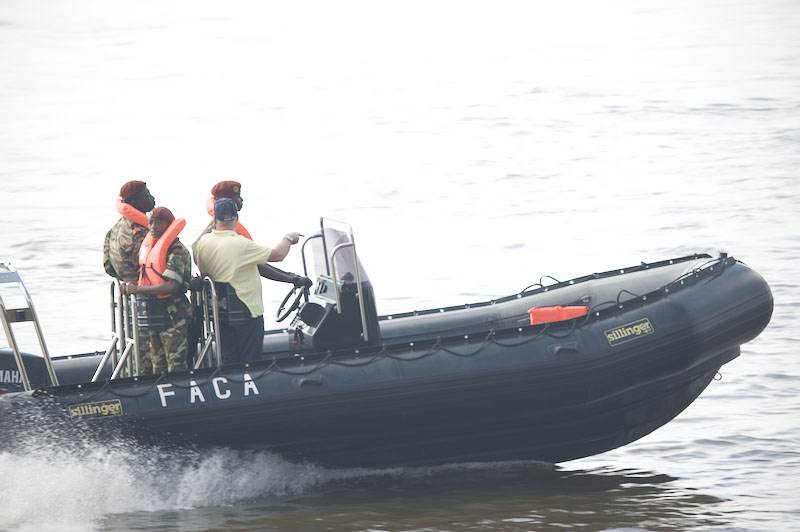
Festrumpfschlauchboot der Zentralafrikanischen Marineinfanterie

Binnenstaaten mit selbstständiger Kriegsmarine bzw. Marineinfanterie sind heute:
- Aserbaidschan:  Die im Kaspischen Meer operierende aserbaidschanische Marine nutzt überwiegend Boote aus der Erbmasse der sowjetischen Kaspischen Flottille und erhielt 2003 auch einige Schiffe der United States Coast Guard als Geschenk der USA.[3]
- Bolivien – Bolivien verlor seinen Zugang zum Pazifik im Salpeterkrieg und löste danach seine Marine auf. 1963 errichtet man eine zunächst Fuerza Fluvial y Lacustre genannte Teilstreitkraft zur Kontrolle des Titicacasees und größerer Flüsse, die seit 1966 offiziell als Marine firmiert. Sie besitzt 5.000 Mann (davon 1.700. Marineinfanteristen), 60 Patrouillenboote und -barkassen und ein Patrouillenflugzeug (Cessna U206).
- Kasachstan: Die Kasachische Marine unterhält im Kaspischen Meer zehn Patrouillenboote. Sie ist der russischen Kaspischen Flottille unterstellt.
- Turkmenistan:  Die Turkmenische Marine unterhält im Kaspischen Meer zehn Patrouillenboote. Auch sie ist der russischen Kaspischen Flottille unterstellt.
- Laos: Die Laotische Marine betreibt auf dem  Mekong mehrere Dutzend kleinere Patrouillenboote.
- Malawi – Die Marine der Streitkräfte Malawis besteht aus einem Patrouillenboot der südafrikanischen Namacurra-Klasse, einem Landing Craft, Tank und 12 Festrumpfschlauchbooten auf dem Malawisee.
- Paraguay: Der Río Paraguay und der Río Paraná sind schiffbar und werden von der Marine Paraguayas überwacht, die über rund 30 Patrouillenboote,  mehrere Helikopter und 3.000 Mann verfügt.
- Uganda: Die Streitkräfte Ugandas besitzen ein eigenständiges Marineinfanterie-Bataillon  mit drei Booten jugoslawischer Herkunft auf dem Viktoriasee.[4][5]

### Marinen von Binnenstaaten als Teil des jeweiligen Heeres

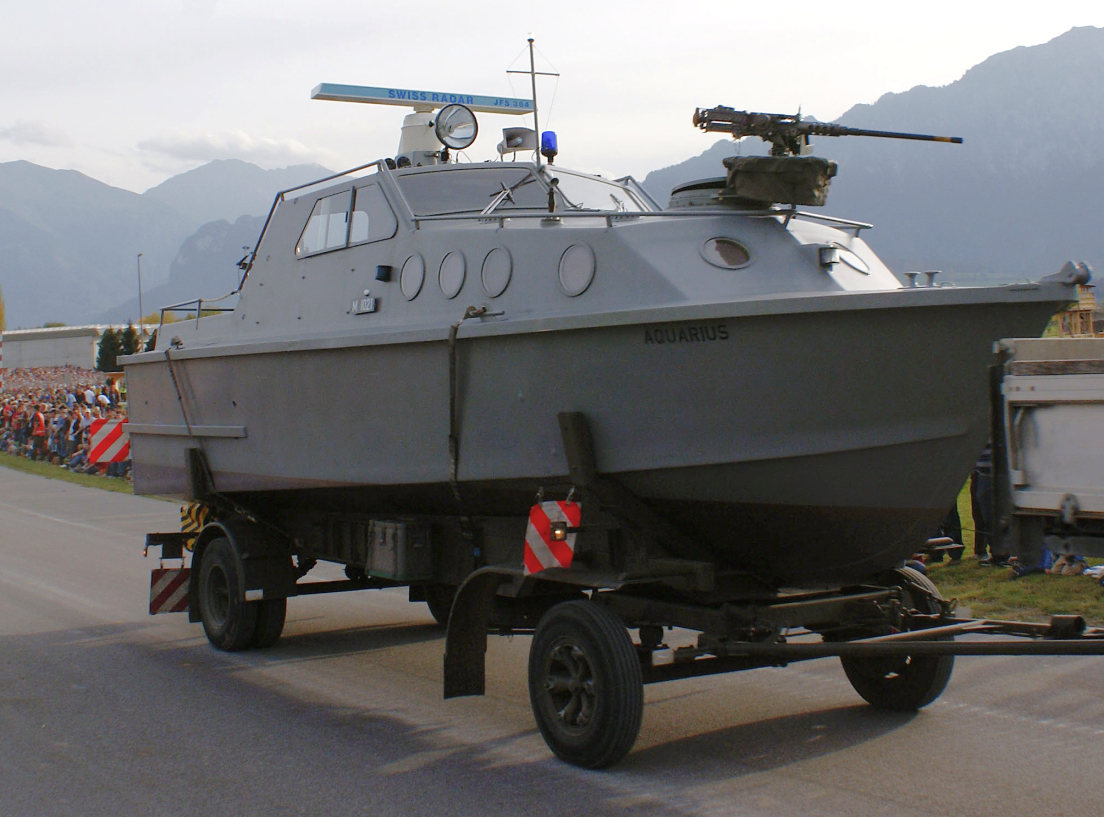
Patrouillenboot P-80 der Schweizer Armee

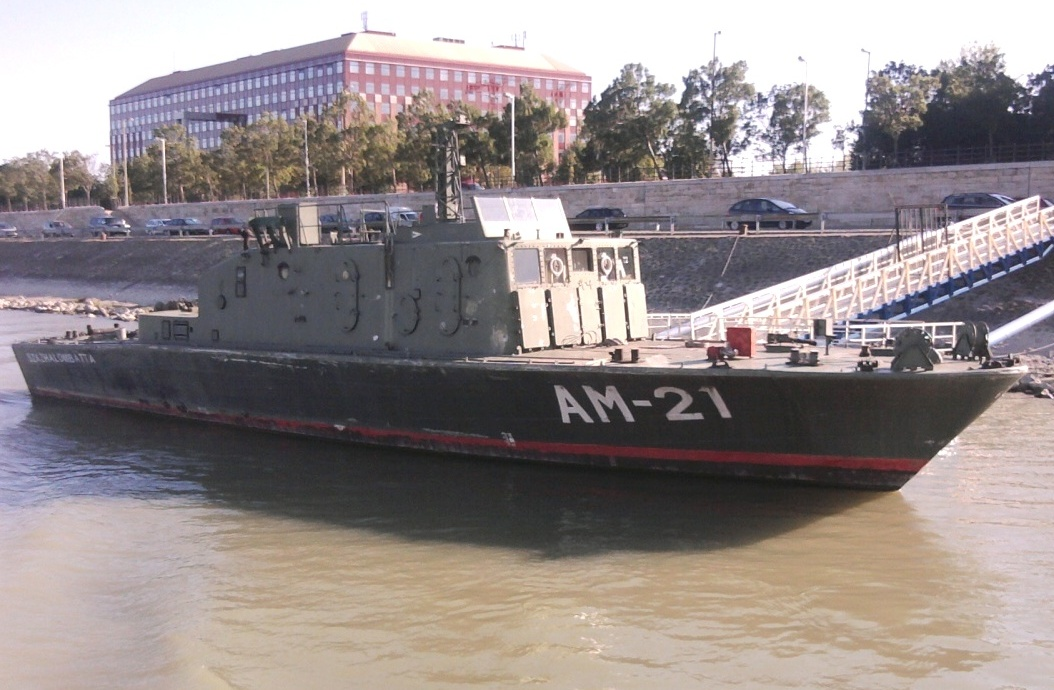
Außer Dienst gestelltes Minenräumboot AM-21 Százhalombatta der Ungarischen Streitkräfte

In anderen Staaten sind Truppenteile mit entsprechenden Fähigkeiten dem jeweiligen Heer unterstellt, da die meist nur geringe zahlenmäßige Stärke Aufbau und Unterhalt eines für eine eigenständige Marine erforderlichen Admiralstabes nicht rechtfertigen würde:
- Burundi: Die Burundische Streitkräfte unterhalten am Tanganyikasee Patrouillenboote, die auch im Bürgerkrieg von 1993 bis 2005 gegen Rebellen eingesetzt wurden.[6]
- Äthiopien: Nach dem Verlust seiner Küste durch die Unabhängigkeit  Eritreas 1991 stationierten die Äthiopischen Streitkräfte ihre 1955 gegründete Marine zunächst im Jemen und dann in Dschibuti, bis sie 1996 auflöste. Auf dem Tanasee ist ein Boot des Heeres aktiv. Das Land plant aber die Wiederaufstellung seiner Marine mit Hafen in Dschibuti.[7][8][9][10][11]
- Ungarn: Die zuvor selbständige traditionsreiche ungarische Donau-Marine wurde ins Heer integriert verfügt über ein Bataillon mit acht Minenräumbooten, das dem 1. Kampfmittelabwehr- und Flusspionierregiment in Budapest unterstellt ist.[12][13]
- Mali: Die Forces armées maliennes verfügen über drei Flusspatrouillenboote.[14]
- Serbien:  Die Streitkräfte Serbiens unterhalten auf Donau, Theiß und Sava  eine Fluss-Flottille mit Minenräum-, Landungs- und Patrouillenbooten.[15]
- Schweiz: Die Genietruppen der Schweizer Armee unterhalten eine Motorbootkompanie und eine Armeetaucherkompanie.
- Zentralafrikanische Republik: Bei Gründung der Streitkräfte der Zentralafrikanischen Republik 1961 gab es zwar eine kleine selbständige Marine, die auch in den 1970er Jahren unter Jean-Bédel Bokassa noch bestand.[16] Inzwischen ist diese jedoch aufgelöst. Das Heer besitzt einige Patrouillenboote, deren Einsatzgebiet der Ubangi, ein Kongozufluss an der Grenze zur Demokratischen Republik Kongo ist.

## Rezeption in der Populärkultur
Das Kriegsdrama Kanonenboot am Yangtse-Kiang von Robert Wise aus dem Jahr 1966 nach dem gleichnamigen Roman von Richard McKenna stellt das fiktive Schicksal eines US-Flusskanonenbootes bei Ausbruch des Chinesischen Bürgerkriegs dar. Ein Großteil des Antikriegsfilmes Apocalypse Now von Francis Ford Coppola aus dem Jahr 1979 spielt auf einem Patrol Boat River während des Vietnamkrieges.